# 실톱
실톱(fretsaw)은 톱니가 가늘고 얇은 줄같이 된 톱으로, 이를 이용해 미세한 톱질을 할 수 있다.
실톱은 목공 등 복잡한 외부 모양과 내부 컷 아웃을 절단하는 데 사용되는 일종의 활톱(bow saw)이다. 연귀 조인트가 아닌 코핑을 만들기 위해 몰딩을 절단하는 데 널리 사용된다. 특히 얇은 재료에서 절단의 복잡도에 따라 실톱을 일치시킬 수는 없지만 프렛 워크를 만드는 데 종종 사용된다. 코핑 톱날은 일반적인 실톱날 및 그 밖의 많은 비슷한 구성원보다 더 두껍고 굵은 절단이다. 코핑 톱은 작업에서 약간의 구부러진 부분을 자를 수 있으므로 주의해서 사용하면 원 모양을 자를 수 있다.

## 역사
코핑 톱은 야금의 혁신과 스프링 구동 시계의 발명으로 16 세기 중반에 발명되었다. 이 소재로 제작 된 블레이드는 롤링 덕분에 견고하고 유연했다.  이 톱은 또한 1780년에 발명 된 소위 Chevalet du Marqueterie와 함께 사용되어 한 컷 각도로 베니어 팩을 볼 수 있었다.

### 구성
코핑 톱은 얇고 경화 된 강철 날로 구성되어 있으며 손잡이가 부착 된 정사각형, c 자 모양의 탄력있는 철 프레임 끝 사이로 뻗어 있다. 블레이드는 프레임에서 쉽게 제거되므로 블레이드는 목재 한가운데의 구멍을 뚫을 수 있다. 그런 다음 프레임이 블레이드에 다시 부착되고 조각 중간부터 절단이 시작된다. 재료의 모서리에 수직 인 긴 절단이 가능하지만 프레임의 얕은 깊이는 절단 할 수 있는 모서리로부터의 거리를 제한한다. 프렛 톱의 훨씬 더 깊은 프레임은 가장자리에서 멀리 잘 절단하는 데 더 유용하지만 반대로 코핑 톱으로 일반적으로 잘린 두꺼운 재료는 관리 할 수 없다.

### 용법
코핑 톱날은 톱니가 손잡이를 향하도록 설치된다. 손잡이에서 이빨이 뾰족한 쇠톱과는 달리, 코핑 톱은 풀 스트로크를 자른다. 핸들을 부분적으로 풀면 코핑 톱날을 분리 할 수 있습니다. 날이 부착 된 곳에서 짧고 안정적인 막대를 사용하여 날이 회전하는 것을 방지한다. 핸들을 풀면 블레이드가 원하는대로 프레임을 기준으로 회전 할 수도 있다. 날의 상단과 하단에 있는 고정 막대에 손가락을 조심스럽게 정렬하면 얇은 날이 똑바르고 길이에 따라 비틀리지 않는다.
핸들을 다시 조이면 날이 장력을 받고 프레임에 대해 원하는 각도로 고정된다. 날이 원하는 각도로 유지되도록 손잡이를 조이는 동안 손잡이에 가장 가까운 짧은 고정 막대가 손가락과 엄지 손가락 사이에 단단히 고정된다. 프렛 소와 달리 코핑 톱날에는 회전식 블레이드 홀더의 각진 슬롯에 단단히 고정되는 고정 핀이 있다.
쇠톱이이 작업에 훨씬 더 효과적이지만, 코핑 톱 (올바른 블레이드 포함)을 사용하여 알루미늄 튜브 및 기타 금속 물체를 절단 할 수도 있다. 얇은 블레이드는 다양한 두께의 다양한 재료에 대한 많은 연습을 통해 기술을 달성하지 않는 한 두꺼운 재료를 물결 모양으로 자르는 경향이 있다. 프레임이 재료의 위나 아래에 닿기 전의 스트로크 길이는 최대 재료 두께의 제한 요소이다. 재료의 두께가 증가함에 따라 작업이 점차 어려워진다.